# Amerikanische Erdschildkröten
Die Amerikanischen Erdschildkröten  (Rhinoclemmys)  sind eine Schildkrötengattung aus Mittel- und Südamerika. Sie sind die einzigen Vertreter der Altwelt-Sumpfschildkröten, die in der Neuen Welt vorkommen.

## Merkmale
Die Amerikanischen Erdschildkröten erreichen Carapax-Längen von 20 bis 32 Zentimetern. Der Carapax ist niedrig gebogen bis gewölbt und in der Mitte gekielt. Jedes Neuralschild über dem Wirbelbogen ist sechseckig und ragt hinter dem verbundenen, seitlichen Rippenknochen hervor. Der Plastron ist steif und gut gestützt. Ein Gelenk fehlt. Der kurze Schädel ist abgeflacht bis leicht gewölbt mit dorsalen, seitlichen Augenhöhlen. Die vier aquatischen Arten – Rhinoclemmys funera, Rhinoclemmys nasuta, Rhinoclemmys punctularia und Rhinoclemmys melanosterna – weisen mehr oder weniger stark ausgeprägte Schwimmhäute an den Hinterfüßen auf.

## Lebensraum
Die Amerikanischen Erdschildkröten bewohnen aquatische, halbaquatische oder terrestrische Habitate. Dazu gehören Regenwälder, Savannen, Marschland, Sumpfland, Teiche, Bäche und Flüsse in Feuchtwäldern, Buschland, feuchtes Waldland und Galeriewälder.

## Systematik
Es werden neun Arten mit mehreren Unterarten unterschieden:
- Braune Erdschildkröte (Rhinoclemmys annulata (Gray, 1860)) – Verbreitung: südöstliches Honduras, östliches Nicaragua, Costa Rica, Panama, Kolumbien, Ecuador
- Gefurchte Erdschildkröte (Rhinoclemmys areolata (Duméril, Bibron & Duméril, 1851)) – Verbreitung: Mexiko (Veracruz, Tabasco, Chiapas, Yucatán, Cozumel), Belize, östliches Guatemala
- Diadem-Erdschildkröte (Rhinoclemmys diademata (Mertens, 1954)) (wird manchmal als Unterart der Guayana-Erdschildkröte betrachtet) – Verbreitung: Kolumbien und Venezuela
- Bauchstreifen-Erdschildkröte (Rhinoclemmys funerea (Cope, 1876)) – Verbreitung: Honduras, Nicaragua, Panama
- Kolumbianische Erdschildkröte (Rhinoclemmys melanosterna (Gray, 1861)) – Verbreitung: Panama, Kolumbien, Ecuador
- Ecuador-Erdschildkröte (Rhinoclemmys nasuta (Boulenger, 1902)) – Verbreitung: Kolumbien, nordwestliches Ecuador
- Pracht-Erdschildkröte (Rhinoclemmys pulcherrima (Gray, 1855)) – Verbreitung: Mexiko, Nicaragua, Guatemala, Costa Rica
  - Guerrero-Pracht-Erdschildkröte (Rhinoclemmys pulcherrima pulcherrima (Gray, 1855))
  - Guatemala-Pracht-Erdschildkröte (Rhinoclemmys pulcherrima incisa (Bocourt, 1868))
  - Costa-Rica-Pracht-Erdschildkröte (Rhinoclemmys pulcherrima manni (Dunn, 1930))
  - Sonora-Pracht-Erdschildkröte (Rhinoclemmys pulcherrima rogerbarbouri (Ernst, 1978))
- Südamerikanische Erdschildkröte (Rhinoclemmys punctularia (Daudin, 1801)) – Verbreitung: östliches Kolumbien, Venezuela, Französisch-Guayana, Guyana, Trinidad
  - Guayana-Erdschildkröte (Rhinoclemmys punctularia punctularia Daudin, 1801)
  - Venezuela-Erdschildkröte (Rhionclemmys punctularia flammigera Paolillo, 1985)
- Rückenflecken-Erdschildkröte (Rhinoclemmys rubida (Cope, 1870)) – Verbreitung: Mexiko
  - Oaxaca-Erdschildkröte (Rhinoclemmys rubida rubida (Cope, 1870))
  - Colima-Erdschildkröte (Rhinoclemmys rubida perixantha (Mosimann & Rann, 1953))